# گورستان قاضی خان علیا
قبرستان قاضی خان علیا مربوط به دوره ساسانیان است و در شهرستان چرداول، بخش شیروان، دهستان عرب رودبار، ۵۰۰ متری جنوب روستای قاضی خان علیا واقع شده و این اثر در تاریخ ۲۷ آبان ۱۳۸۶ با شمارهٔ ثبت ۲۰۲۲۷ به‌عنوان یکی از آثار ملی ایران به ثبت رسیده است.